# Llista de peixos d'Eslovènia

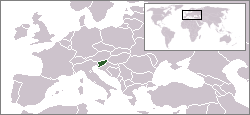
Localització d'Eslovènia a Europa

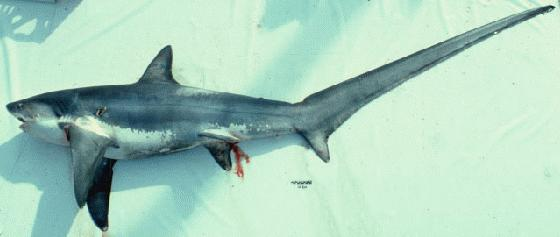
Peix guilla (Alopias vulpinus)

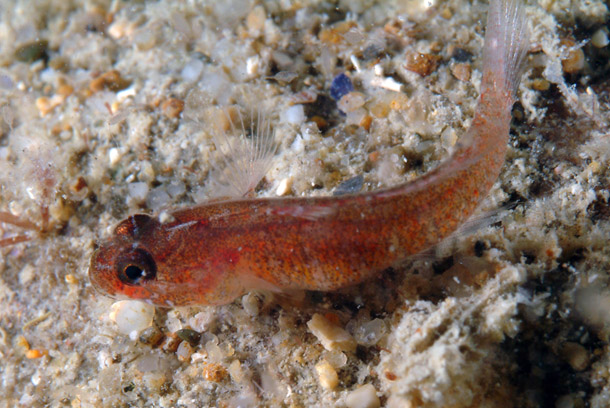
Odondebuenia balearica

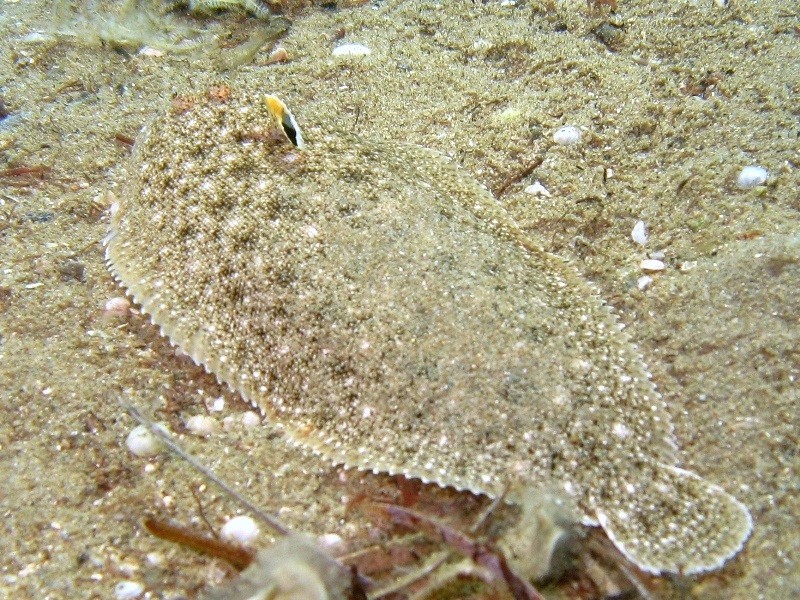
Llenguado nassut (Pegusa lascaris)

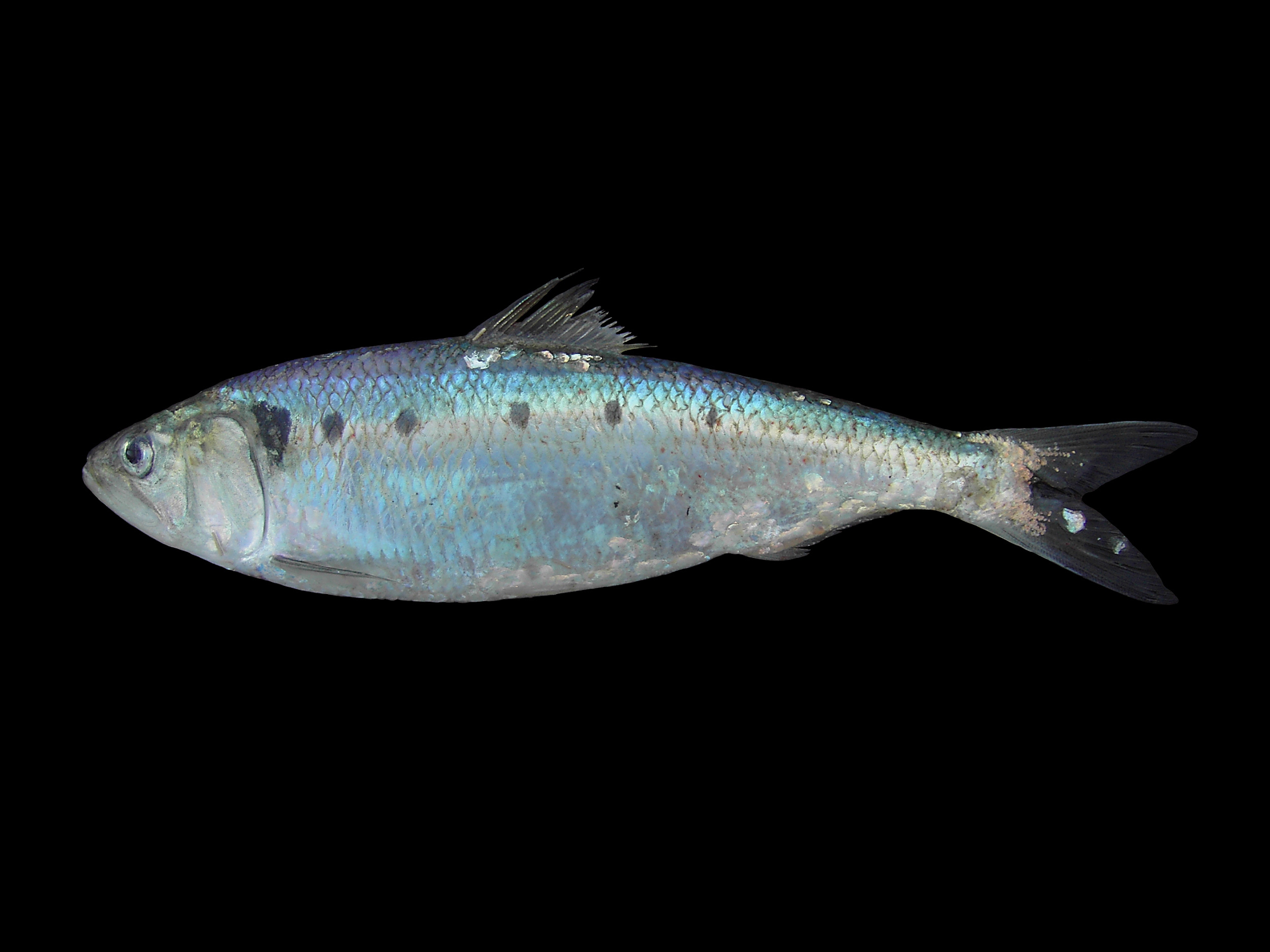
Alosa fallax

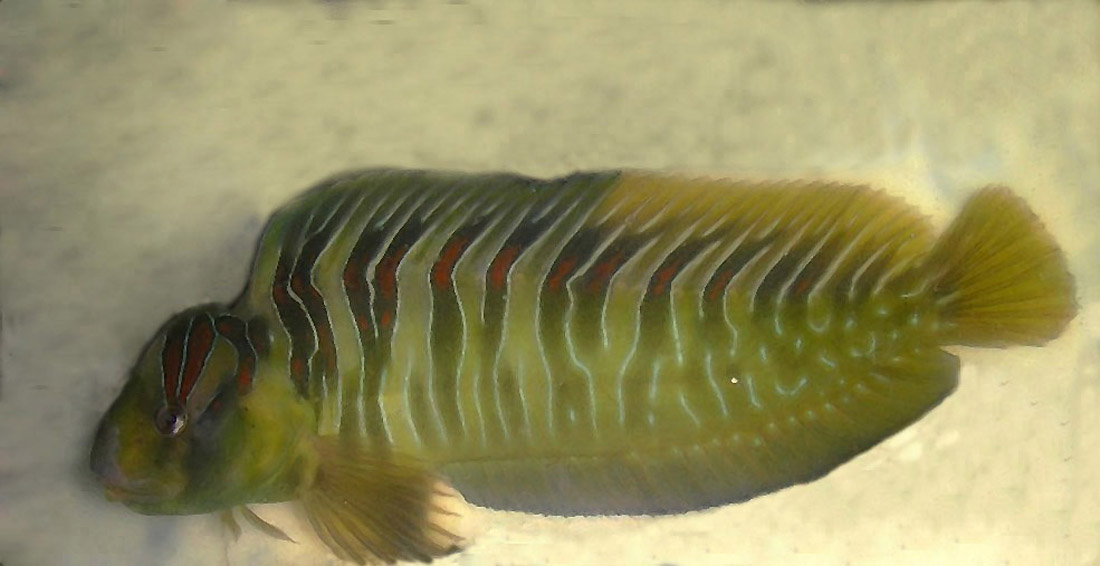
Salaria basilisca

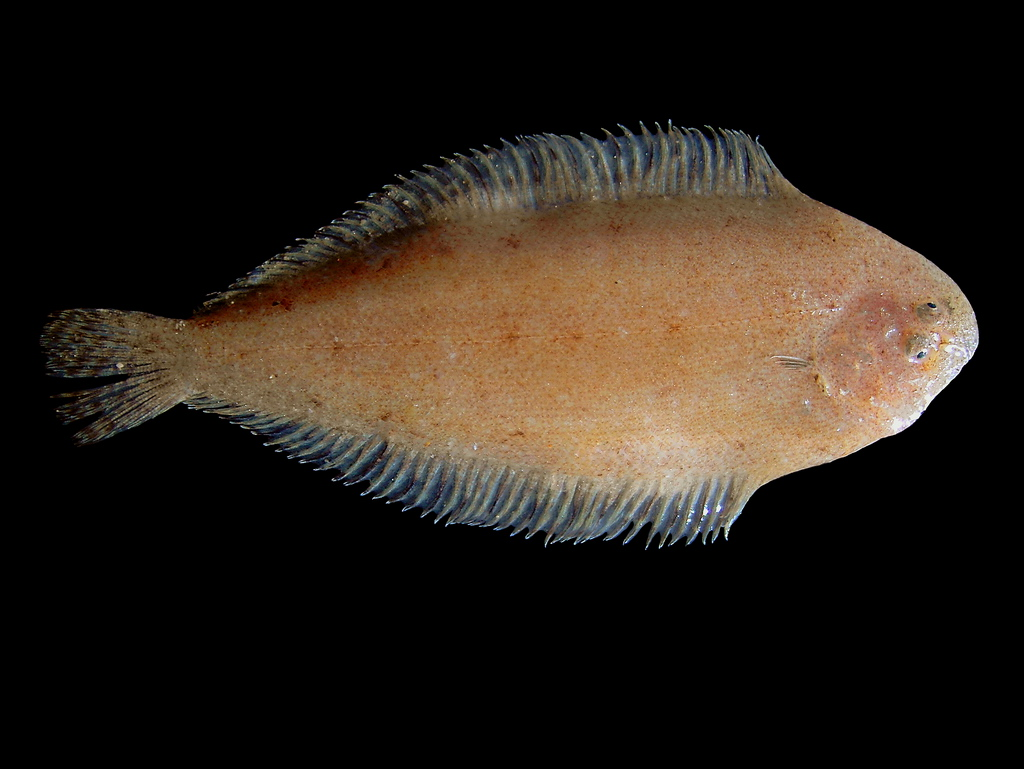
Palaí xic (Buglossidium luteum)

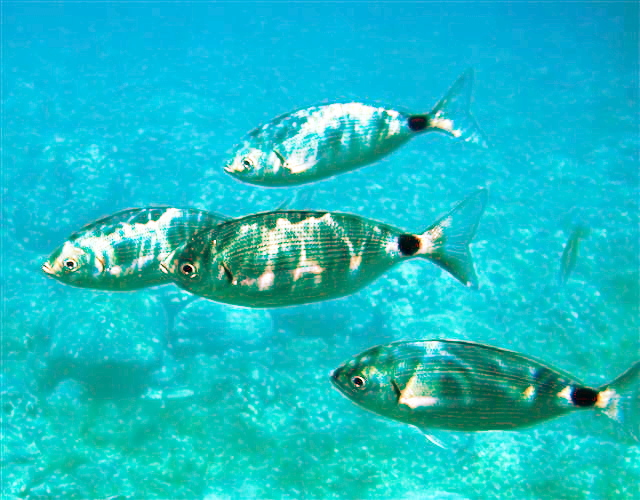
Oblada (Oblada melanura)

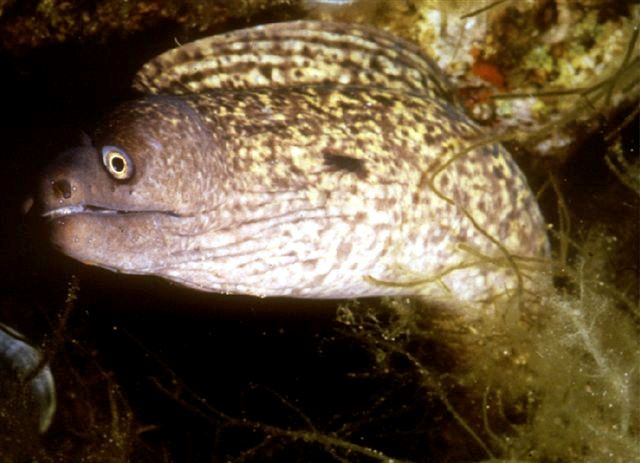
Morena (Muraena helena)

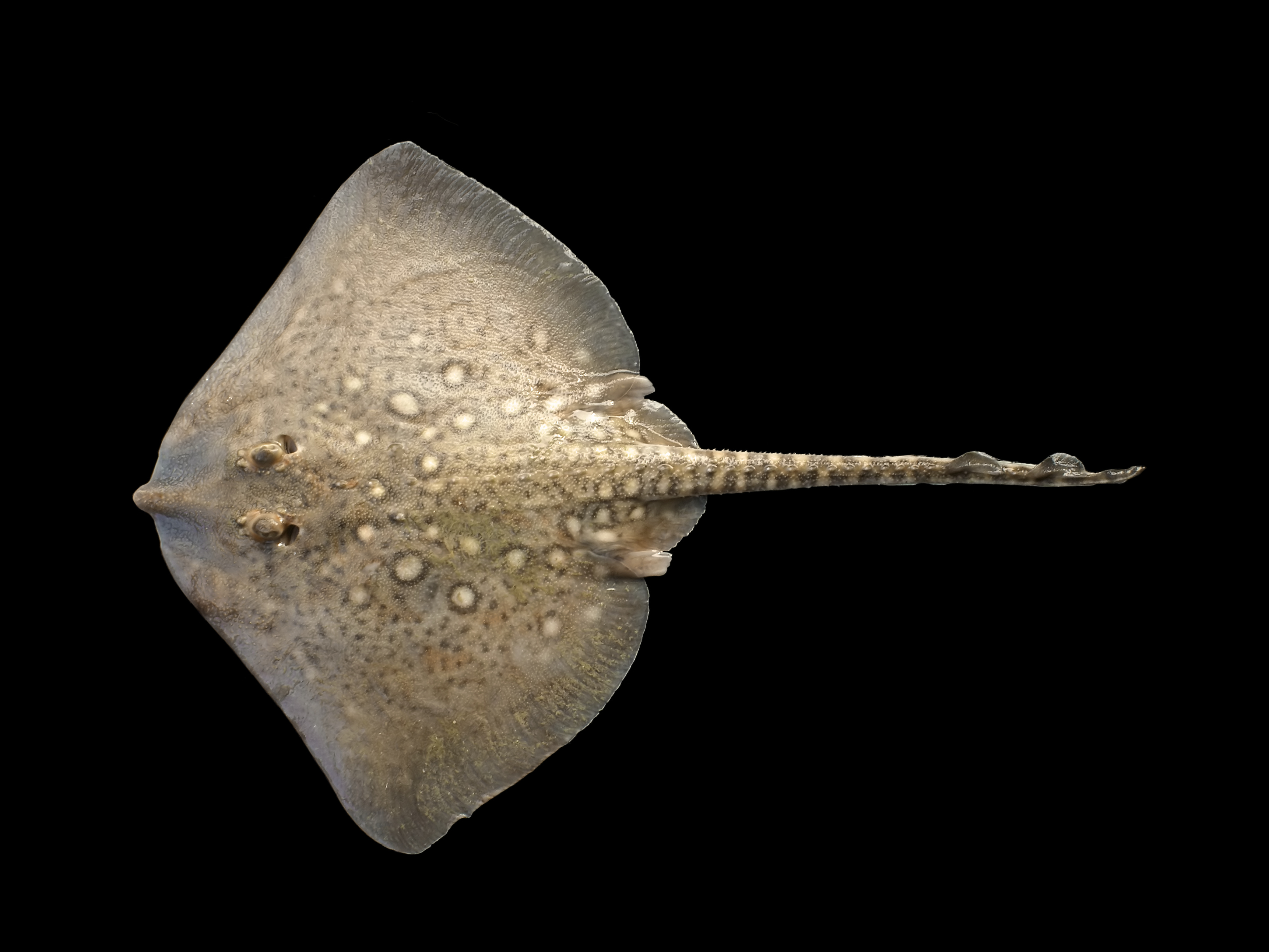
Clavellada (Raja clavata)

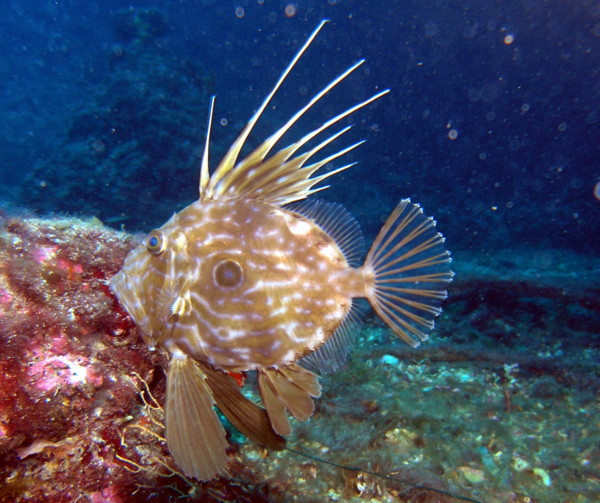
Gall de Sant Pere (Zeus faber)

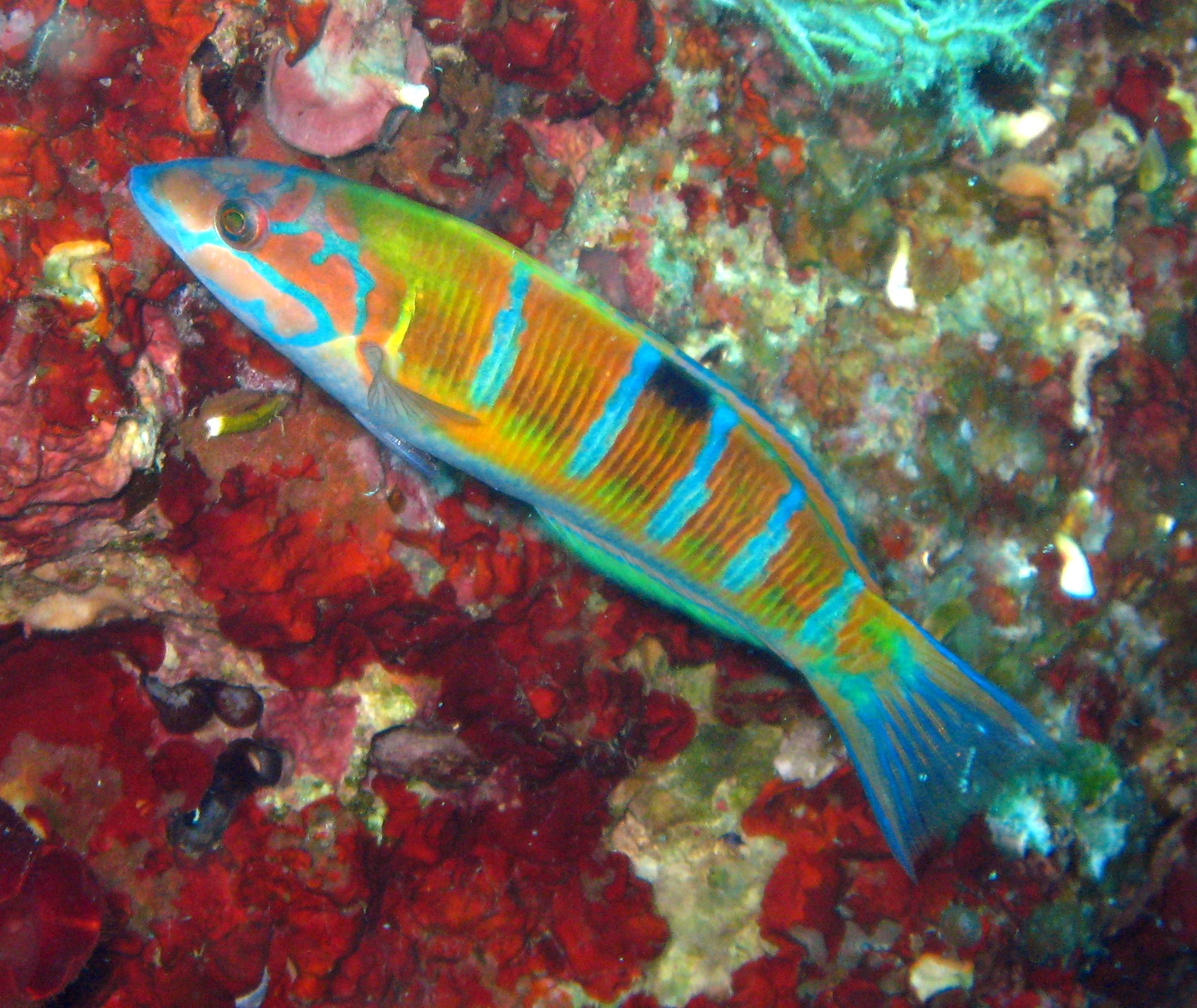
Fadrí (Thalassoma pavo)

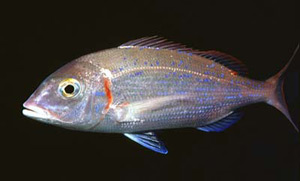
Pagell (Pagellus erythrinus)

Círvia (Seriola dumerili)

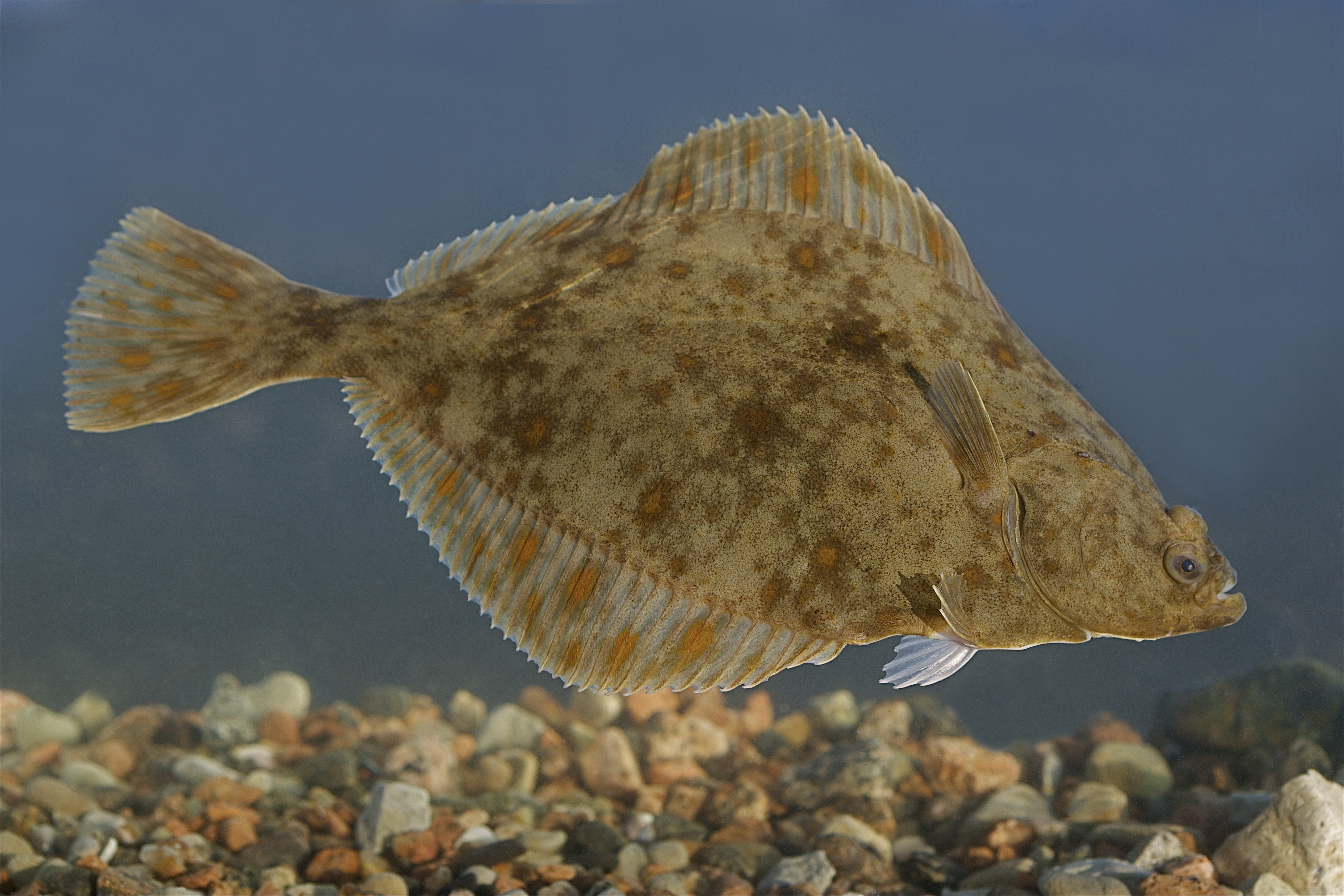
Rèmol de riu (Platichthys flesus)

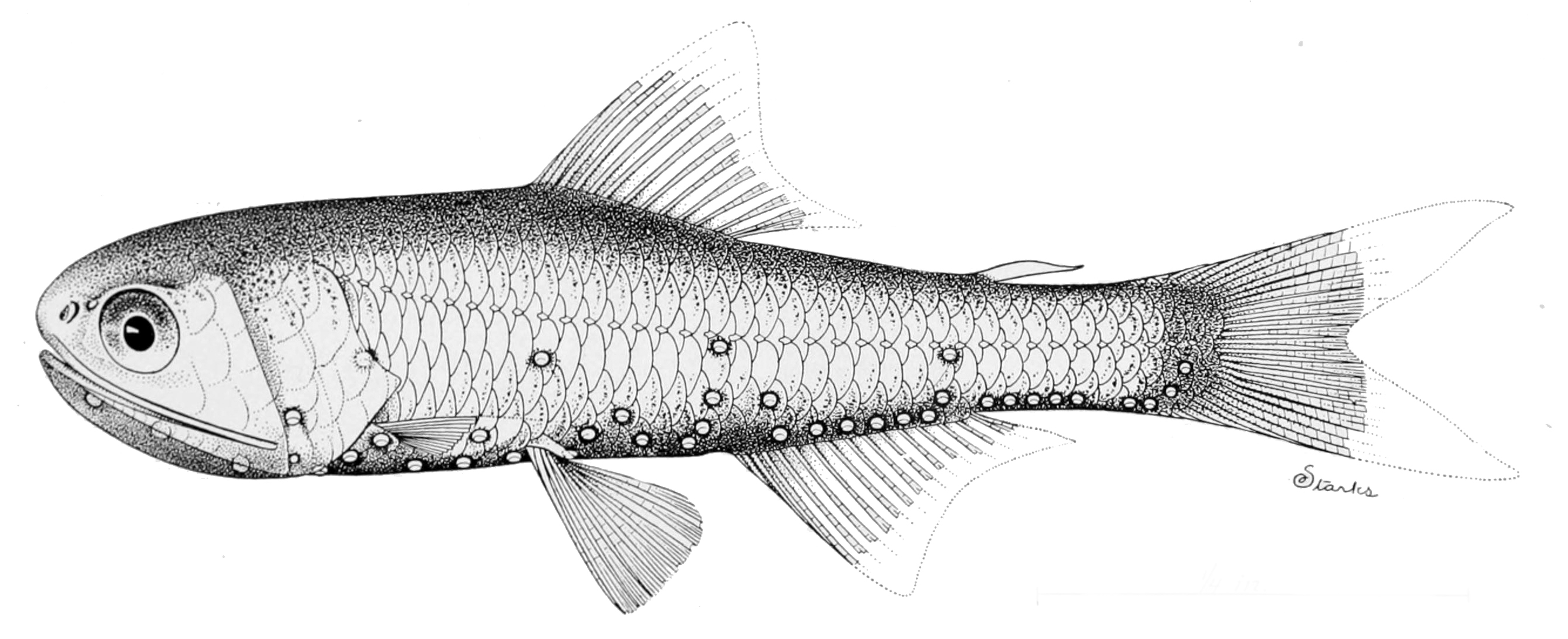
Lobianchia dofleini (il·lustració del 1908)

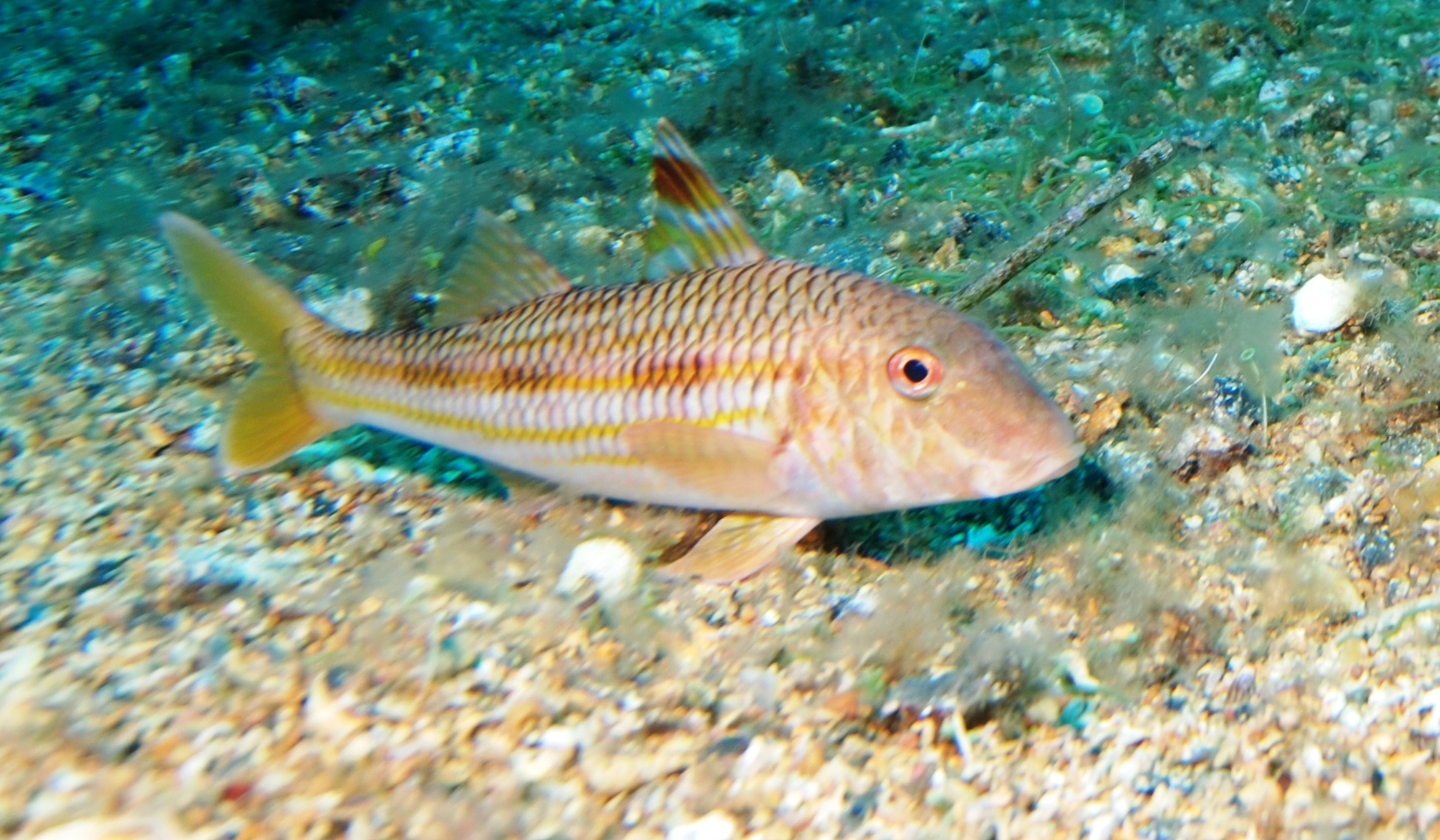
Moll de roca (Mullus surmuletus)

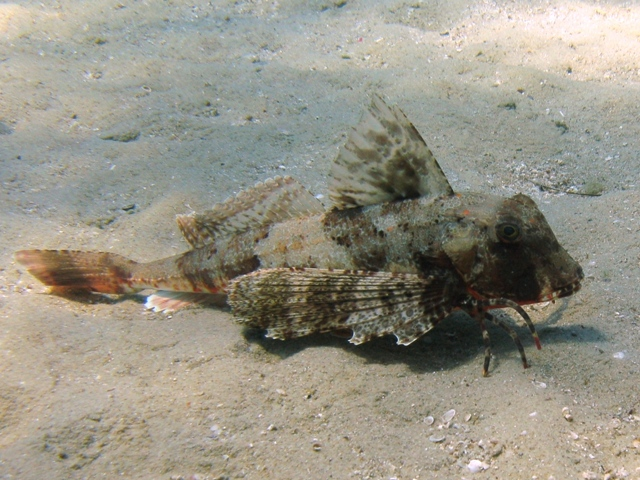
Gallineta (Trigloporus lastoviza)

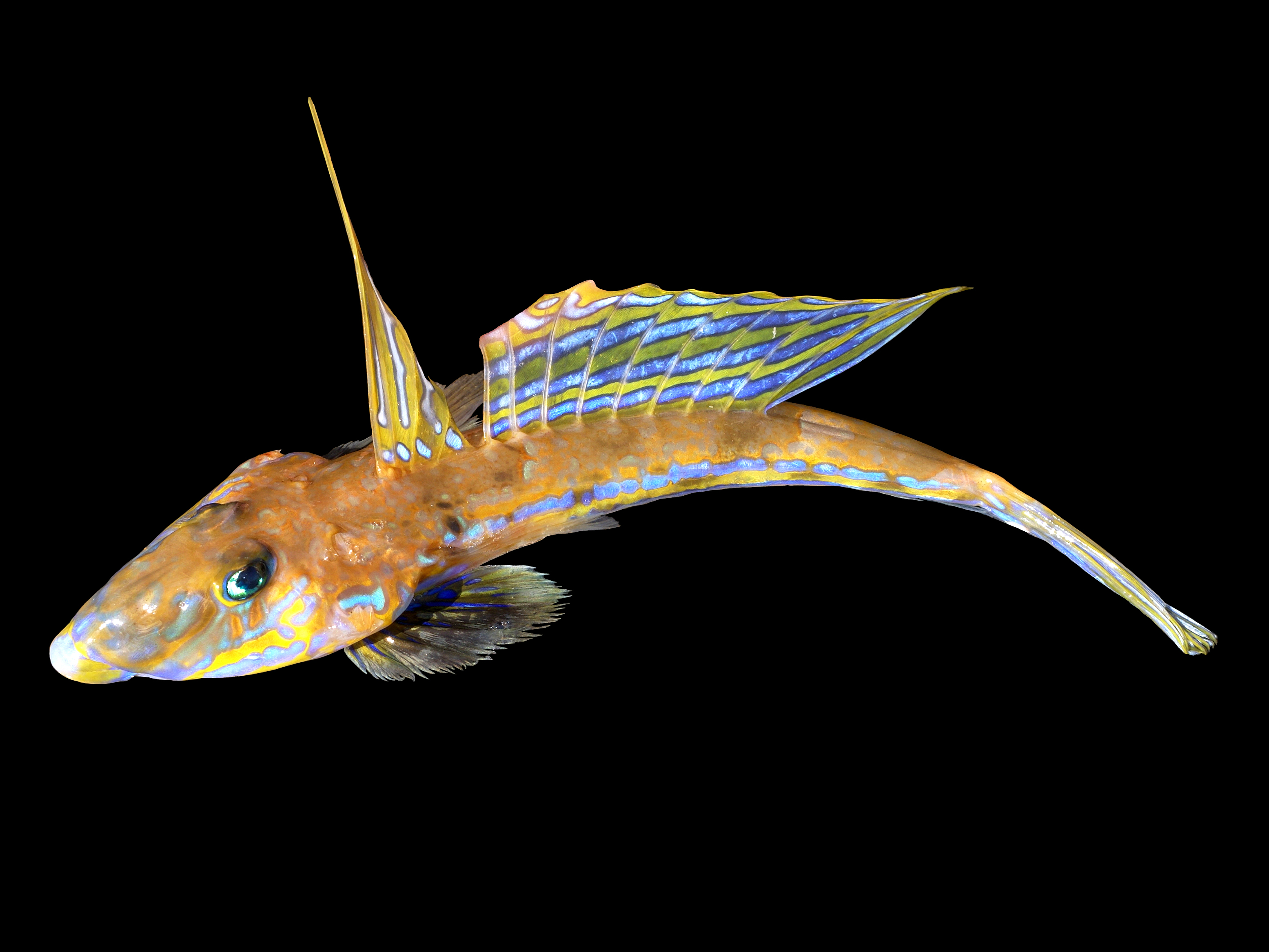
Dragó lira (Callionymus lyra)

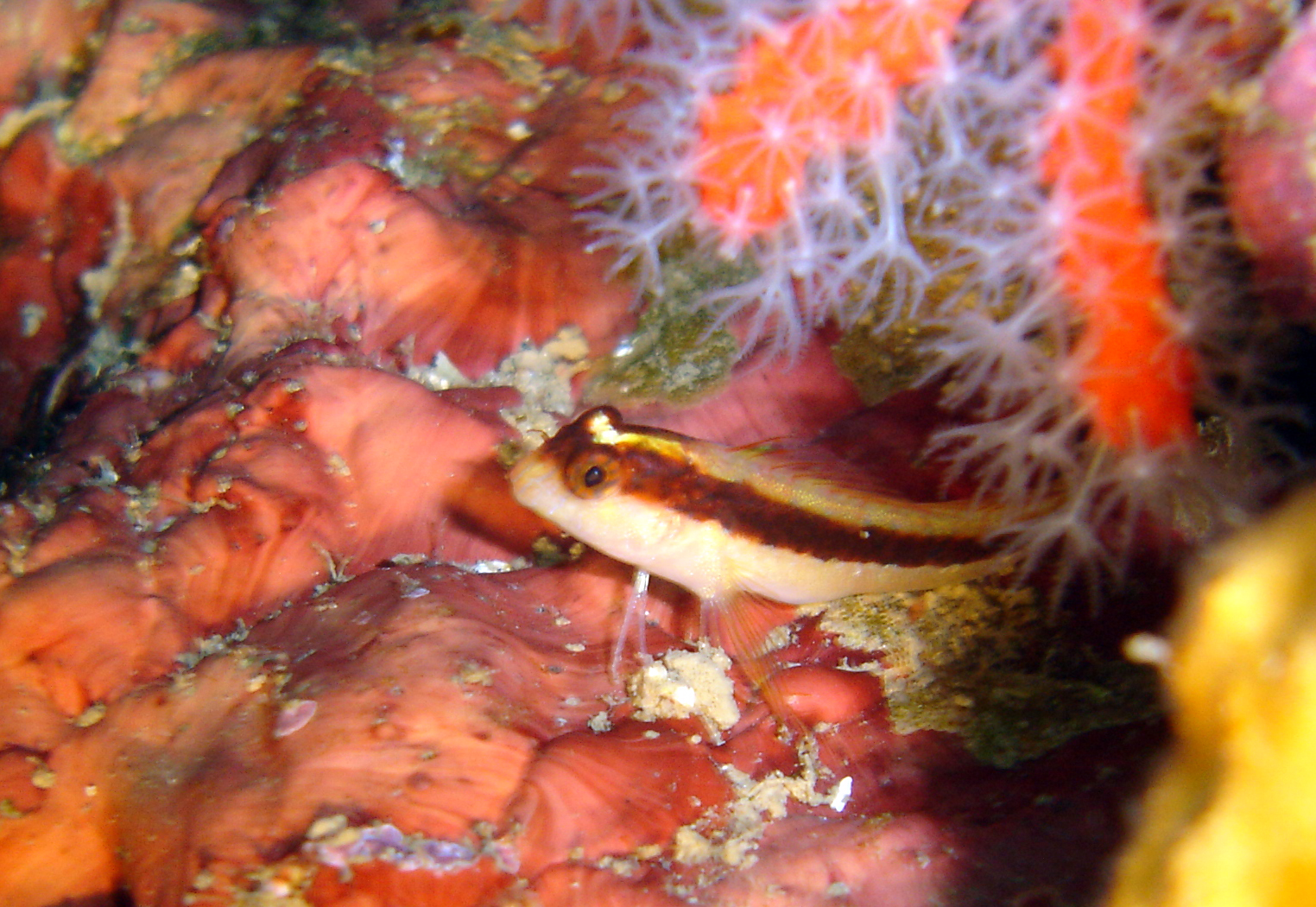
Bavosa de banda negra (Parablennius rouxi)

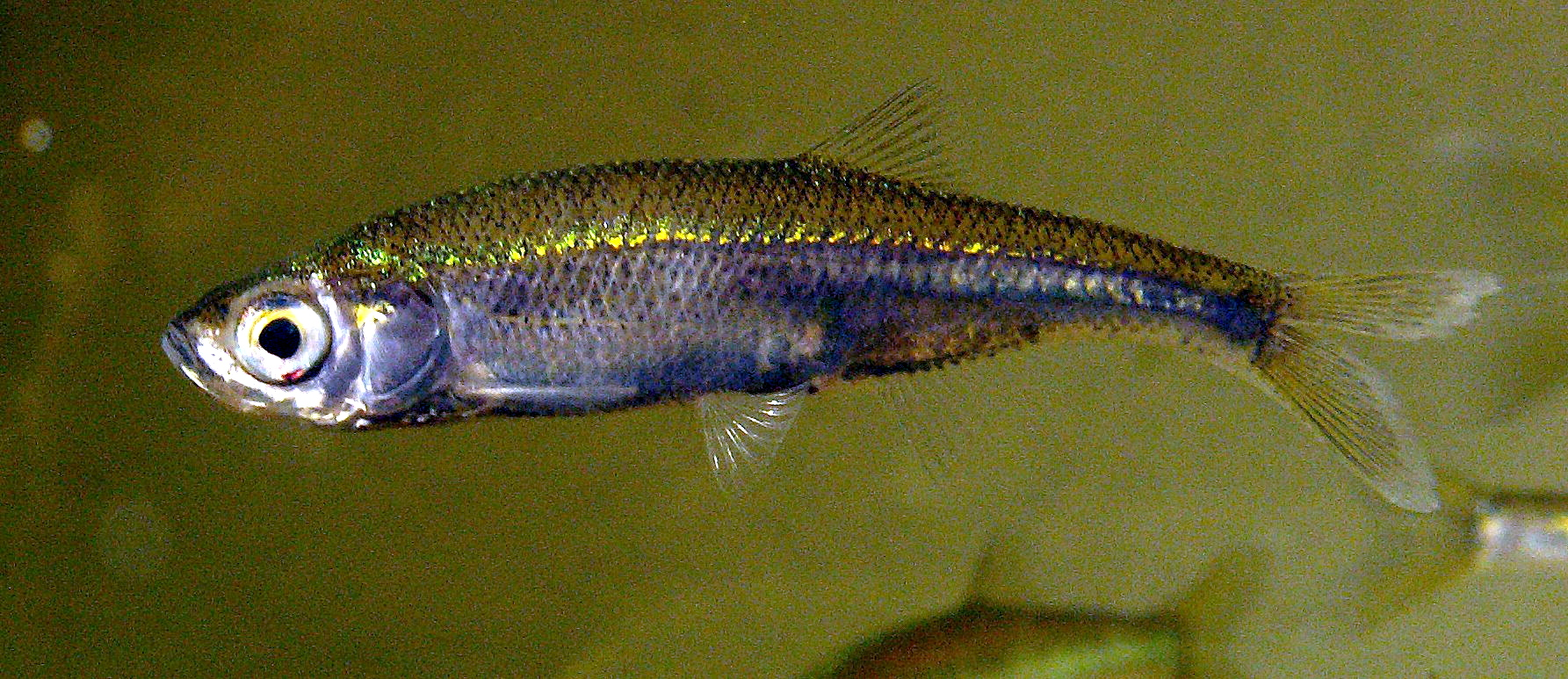
Leucaspius delineatus

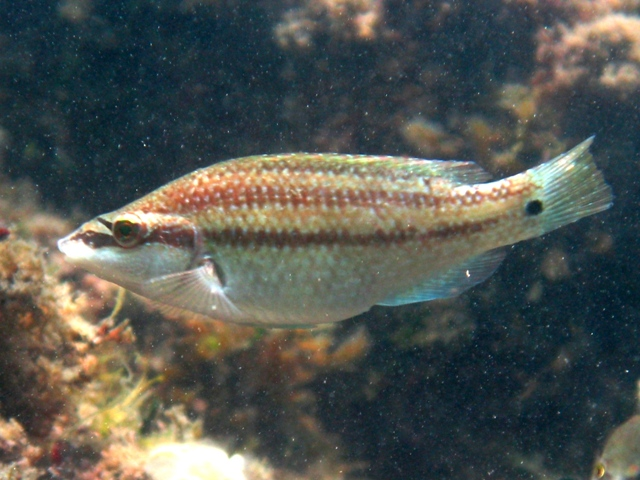
Llavió (Symphodus tinca)

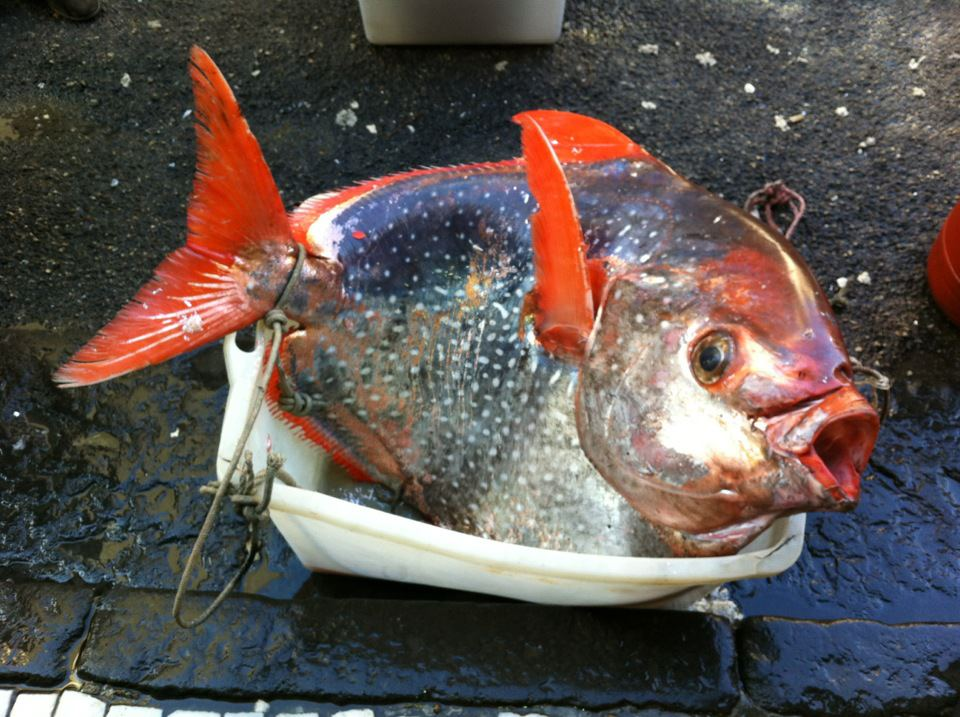
Lampris guttatus

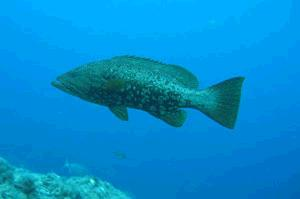
Anfós jueu (Mycteroperca rubra)

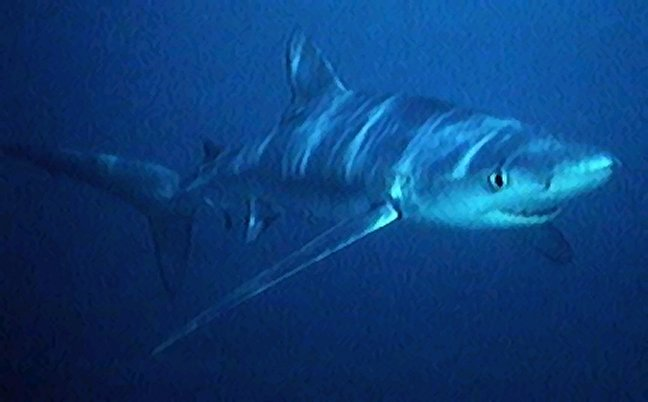
Tintorera (Prionace glauca)

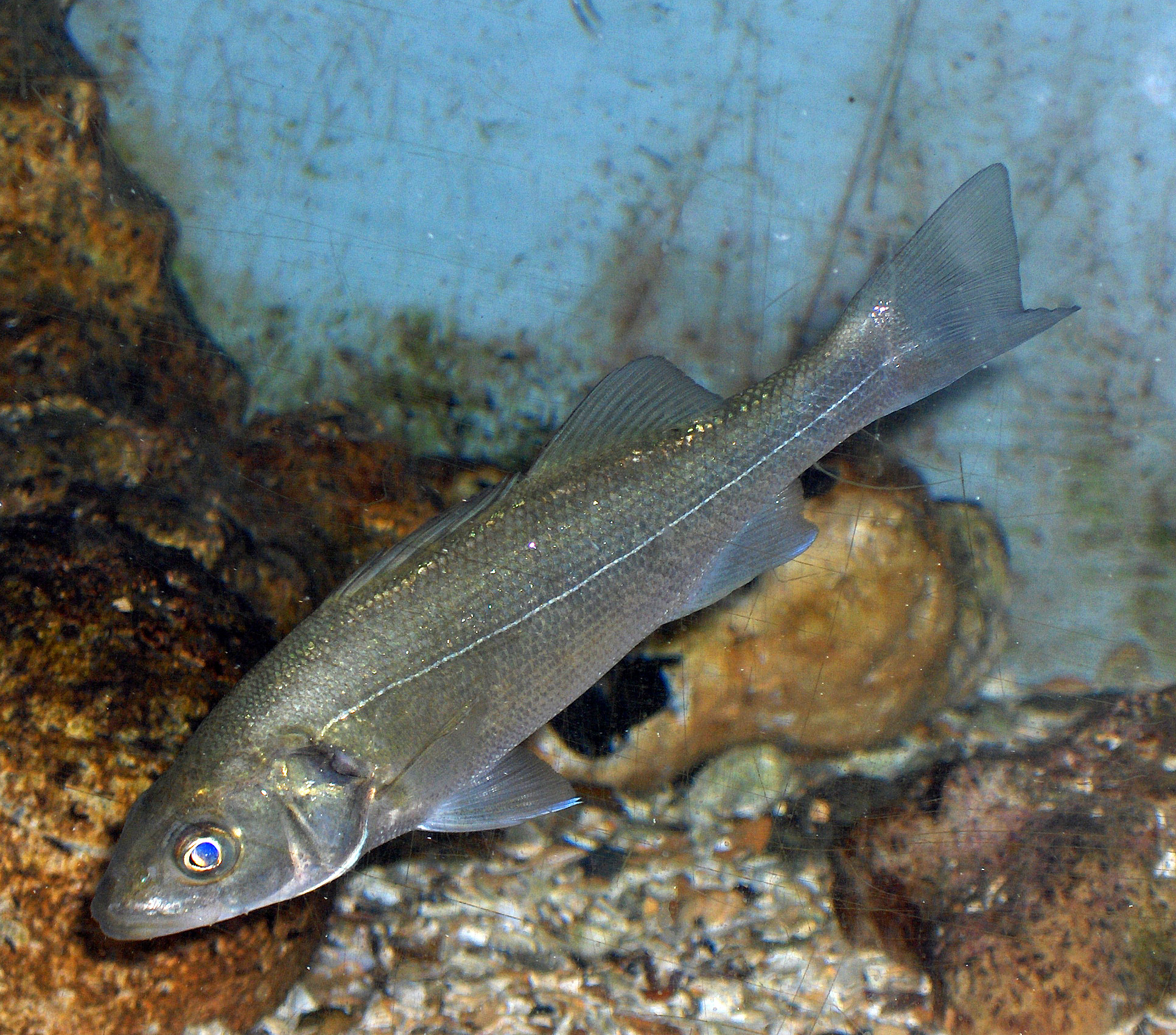
Llobarro (Dicentrarchus labrax)

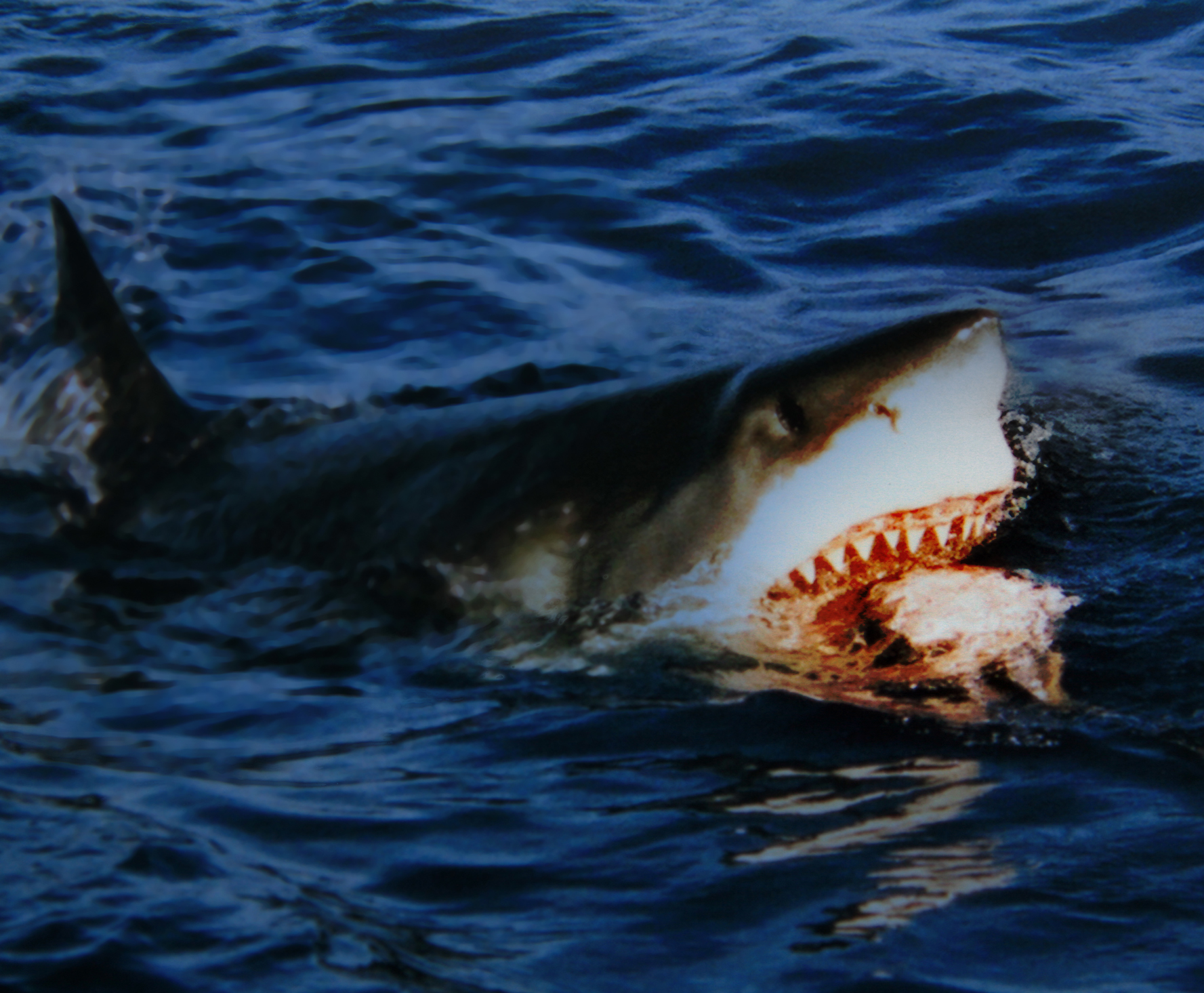
Tauró blanc (Carcharodon carcharias)

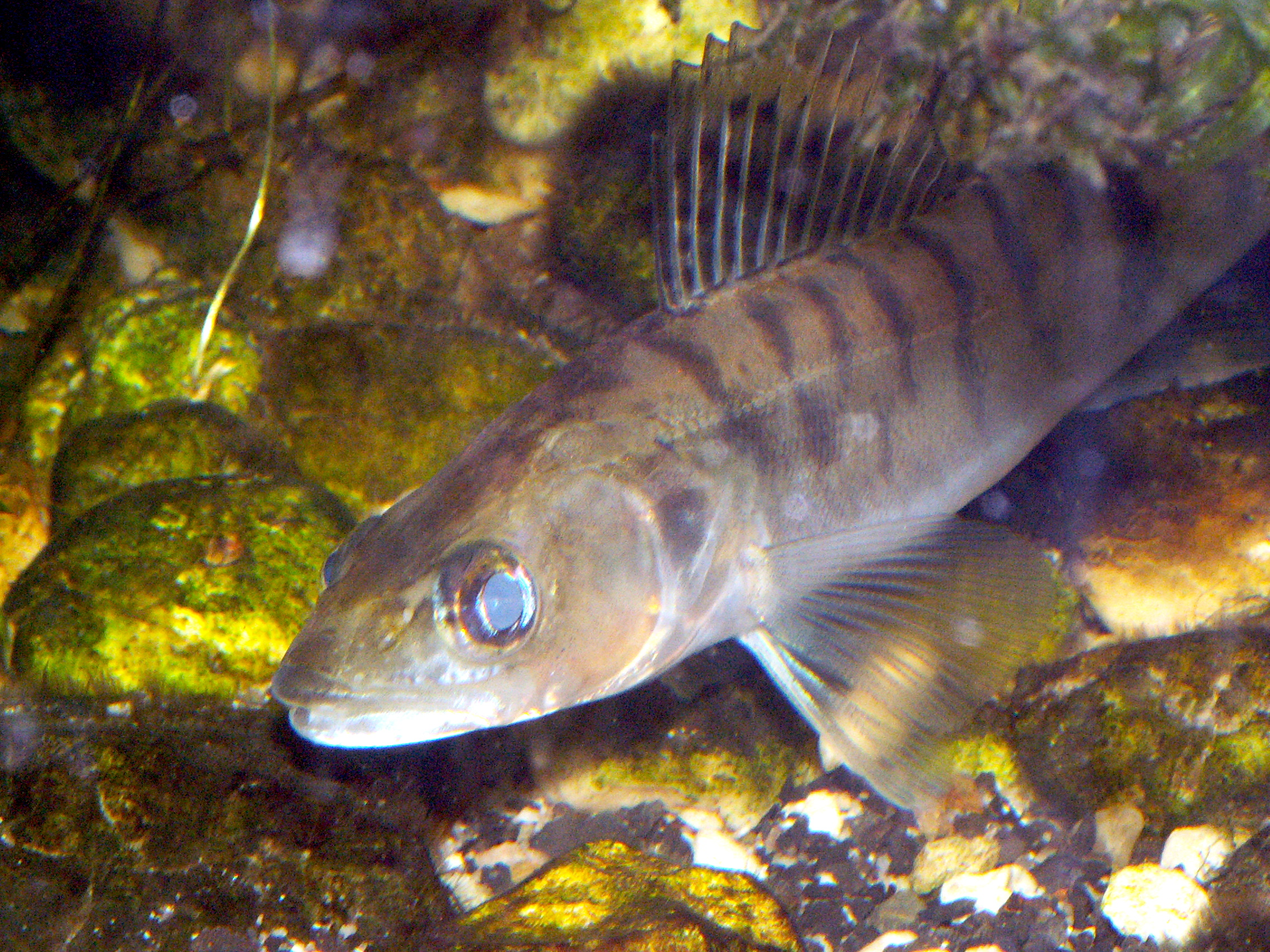
Lucioperca (Sander lucioperca)

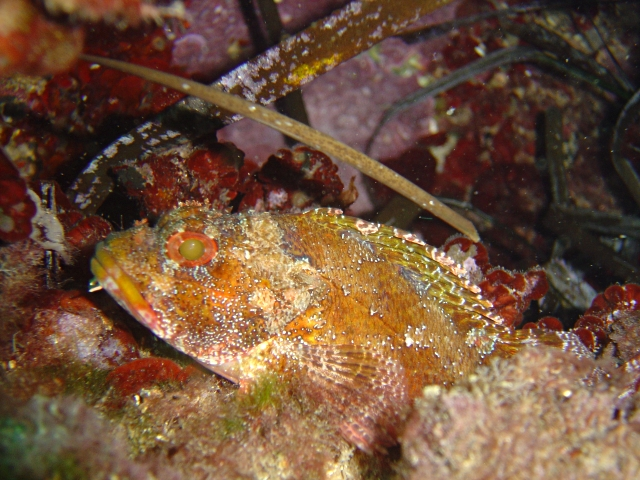
Scorpaena elongata

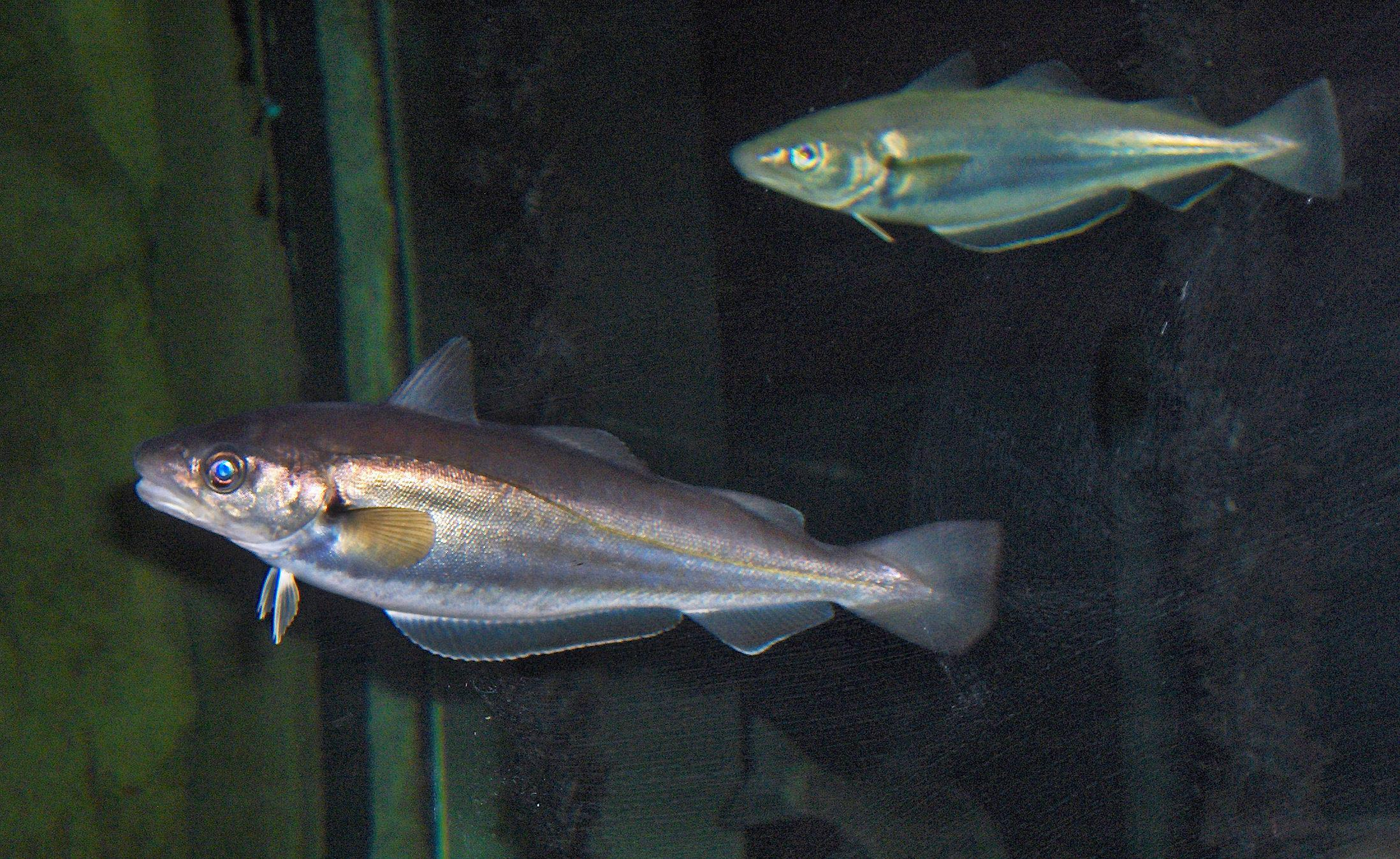
Merlà (Merlangius merlangus)

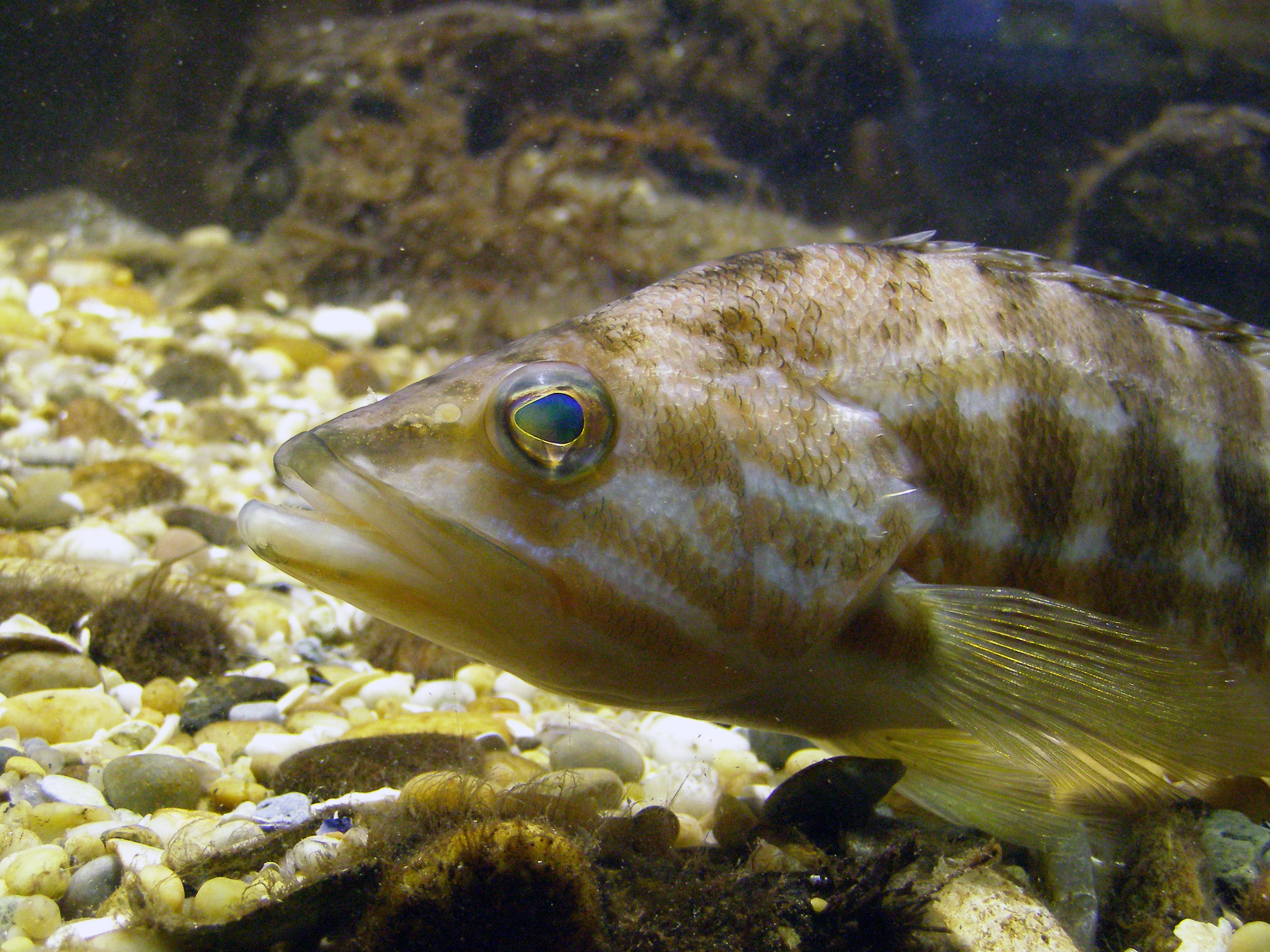
Serranet (Serranus cabrilla)

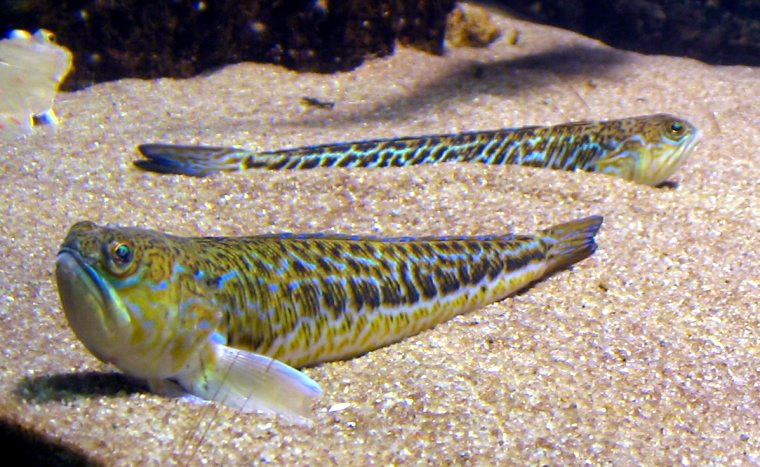
Aranya blanca (Trachinus draco)

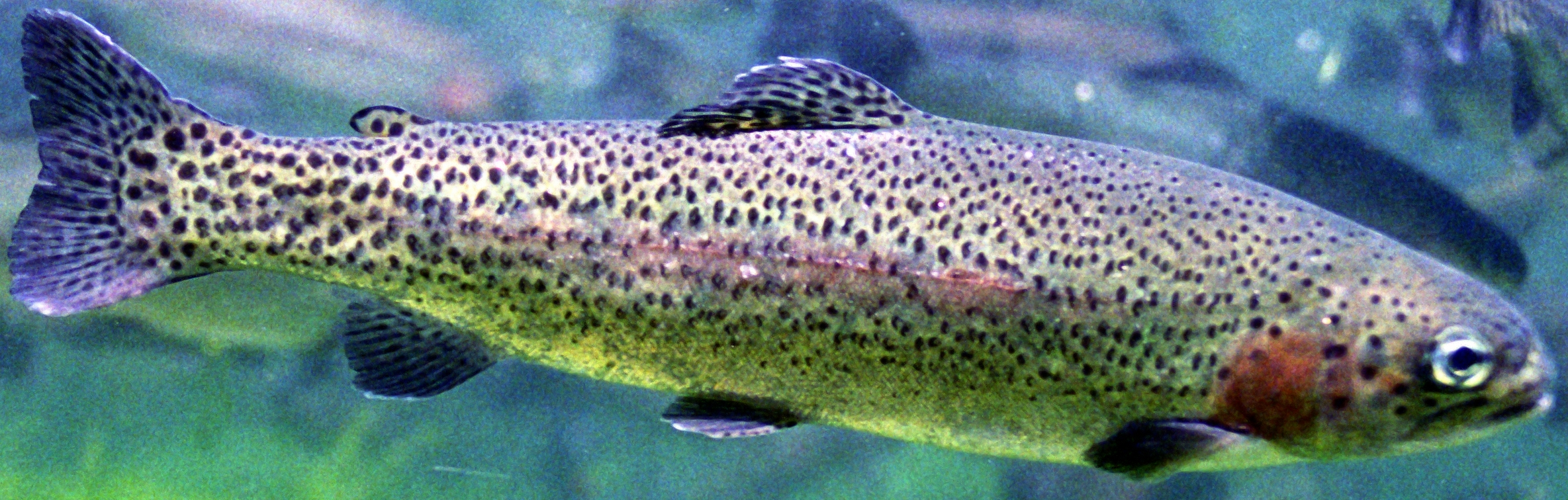
Truita arc de Sant Martí (Oncorhynchus mykiss)

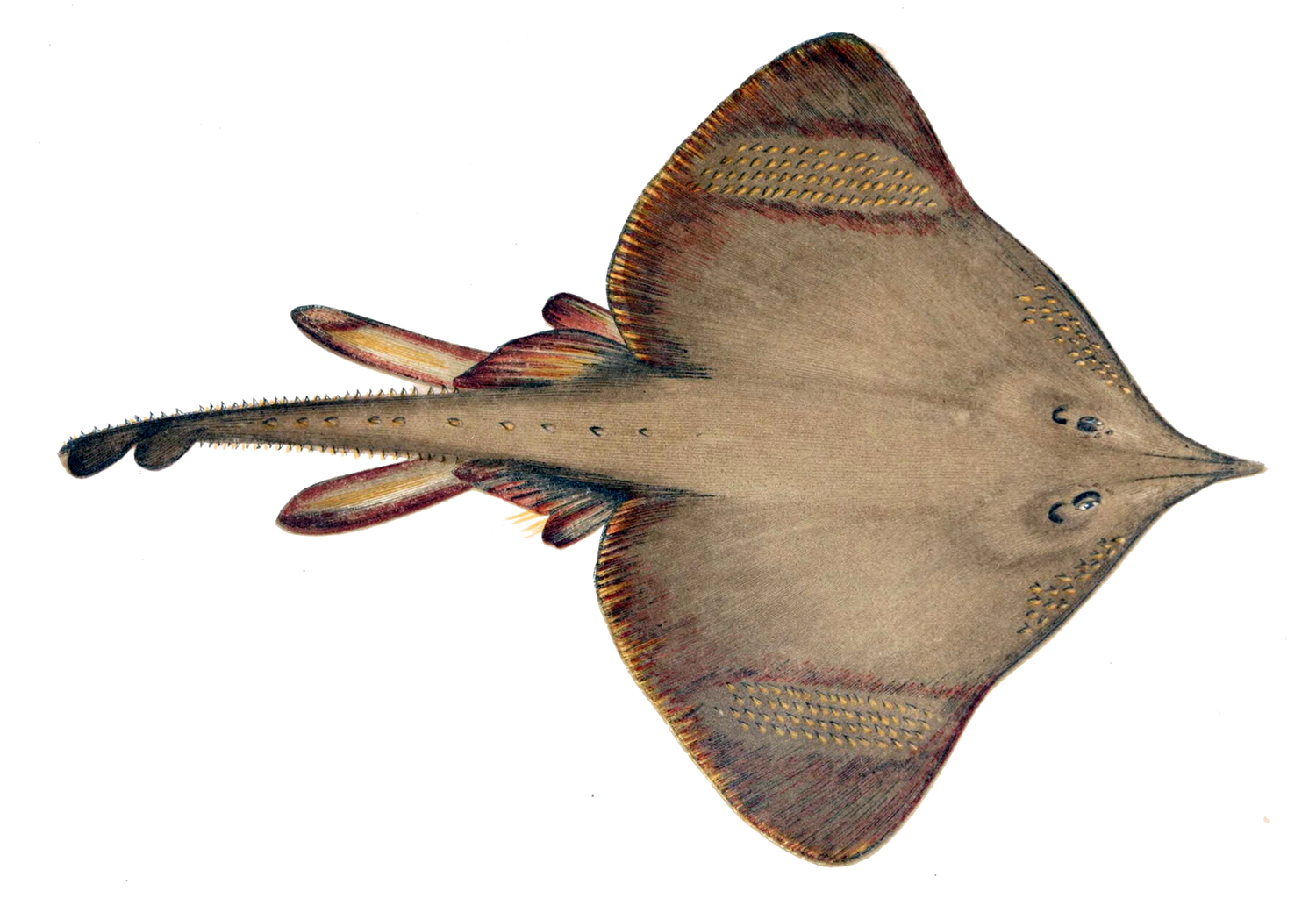
Caputxó (Dipturus oxyrinchus)

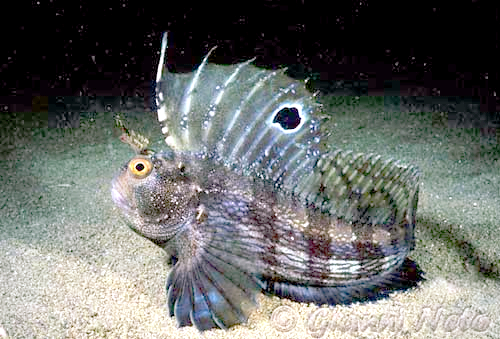
Ase mossegaire (Blennius ocellaris)

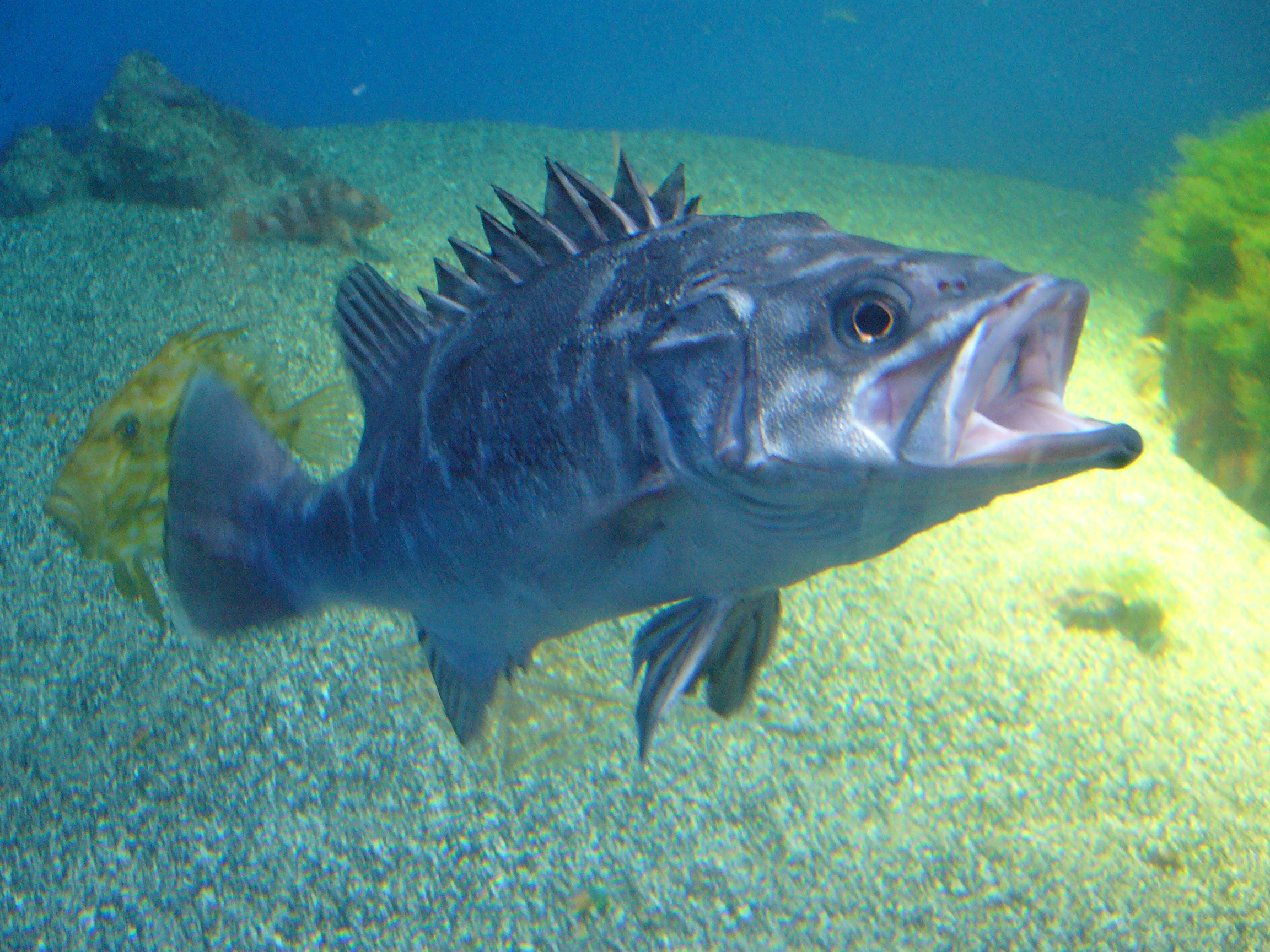
Dot (Polyprion americanus)

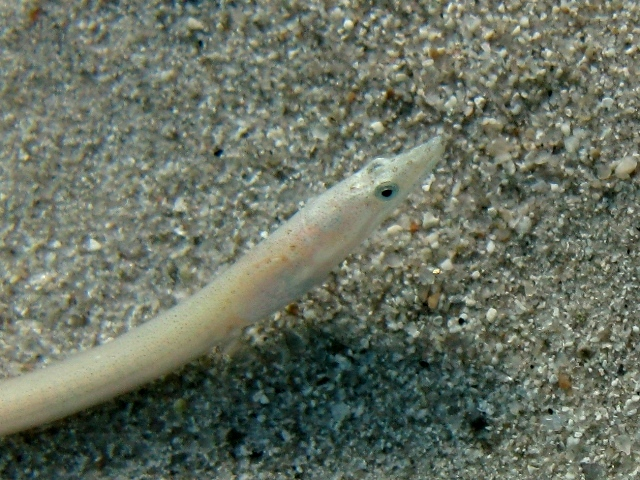
Ophisurus serpens

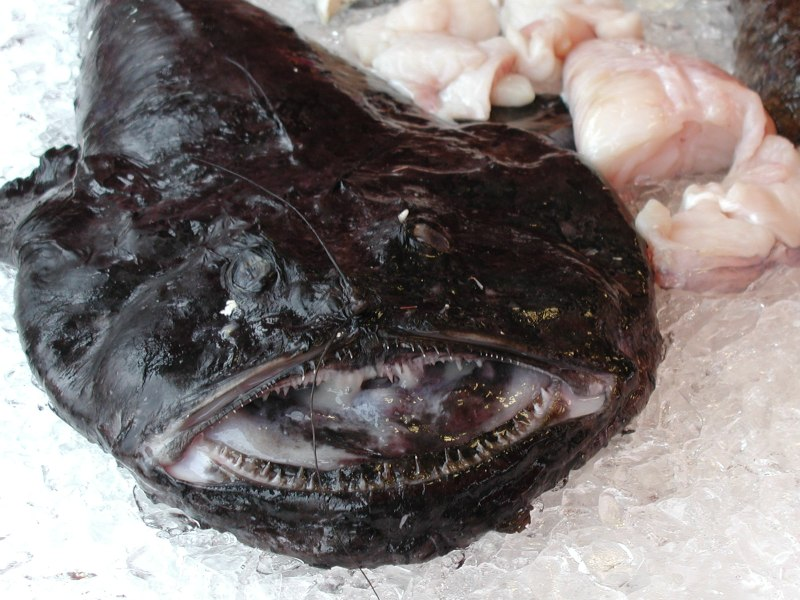
Rap (Lophius piscatorius)

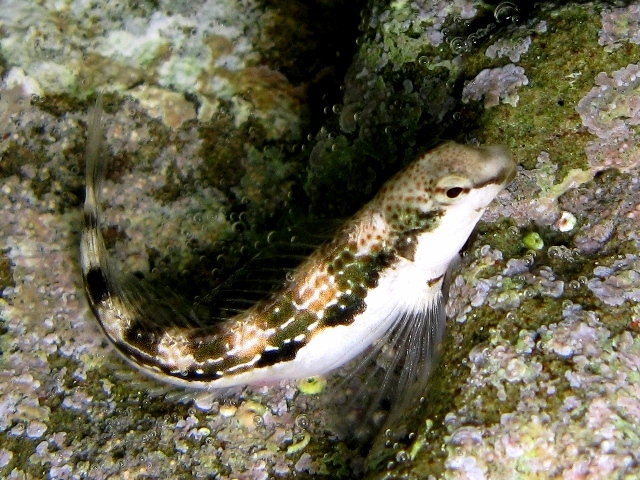
Microlipophrys adriaticus

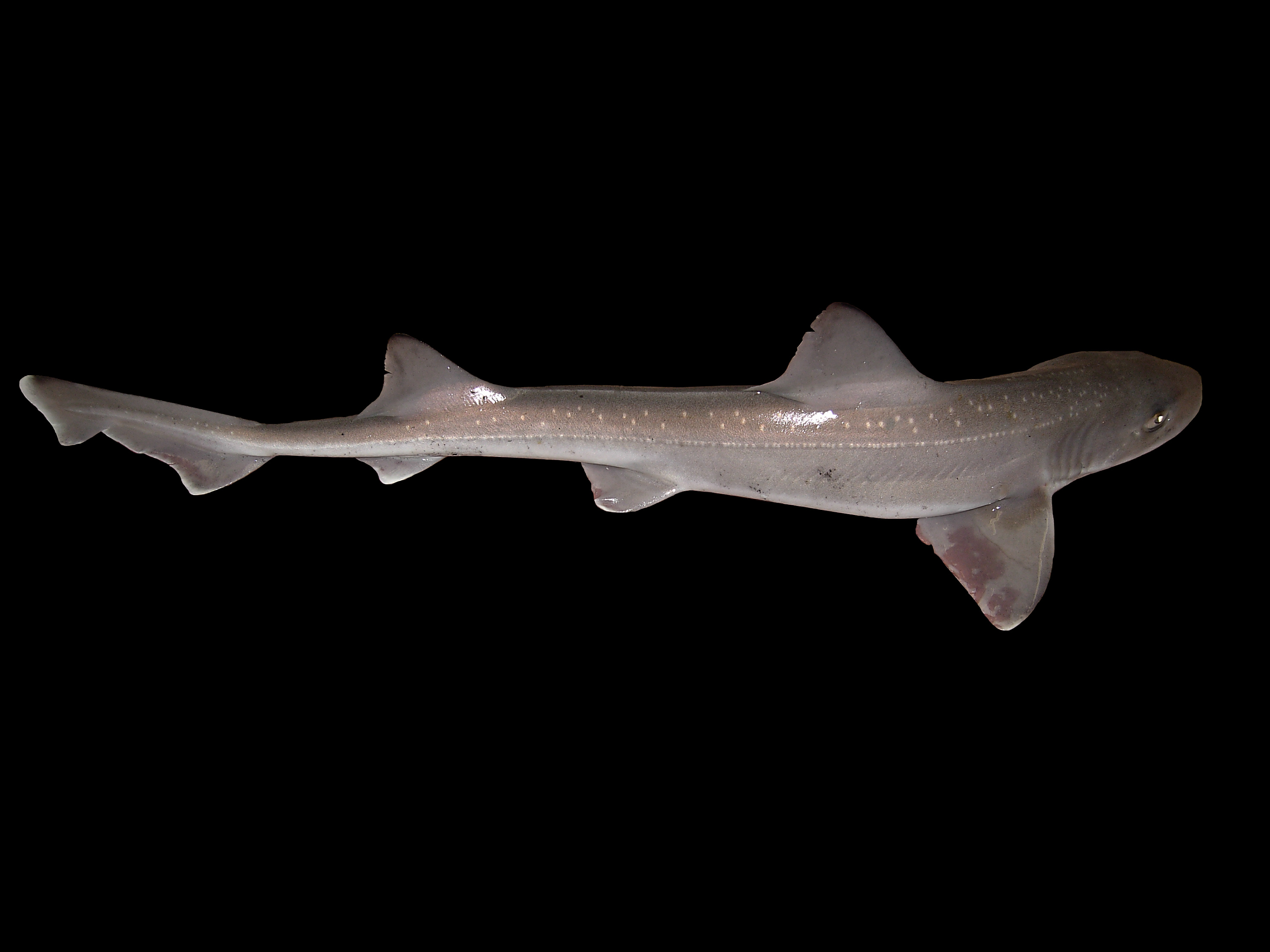
Mussola gravatja (Mustelus asterias)

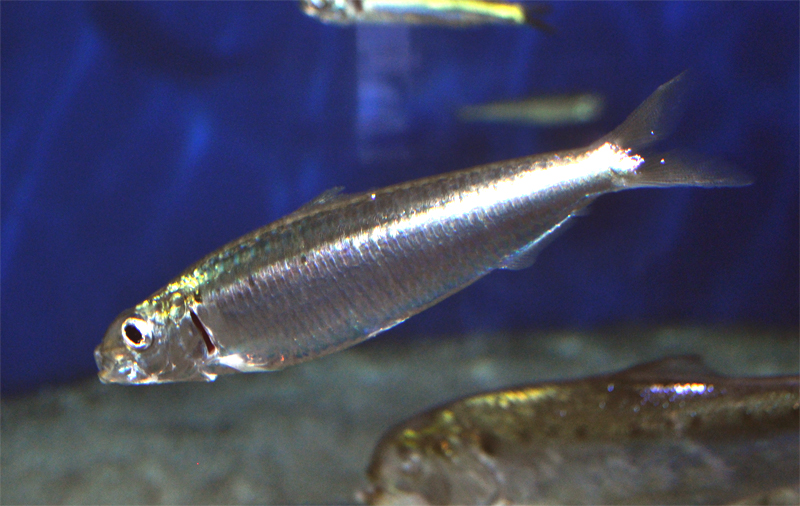
Sardina (Sardina pilchardus)

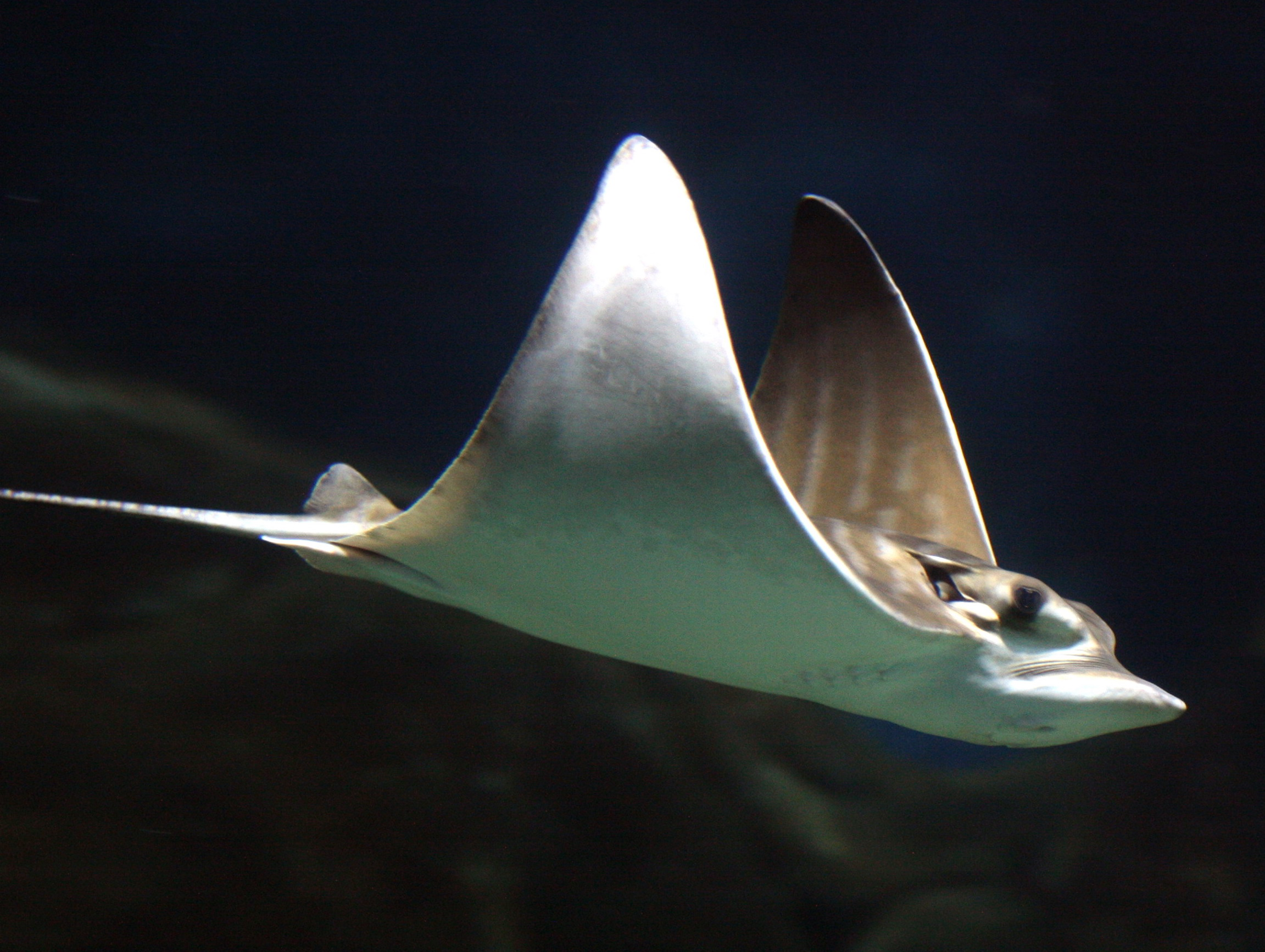
Pteromylaeus bovinus

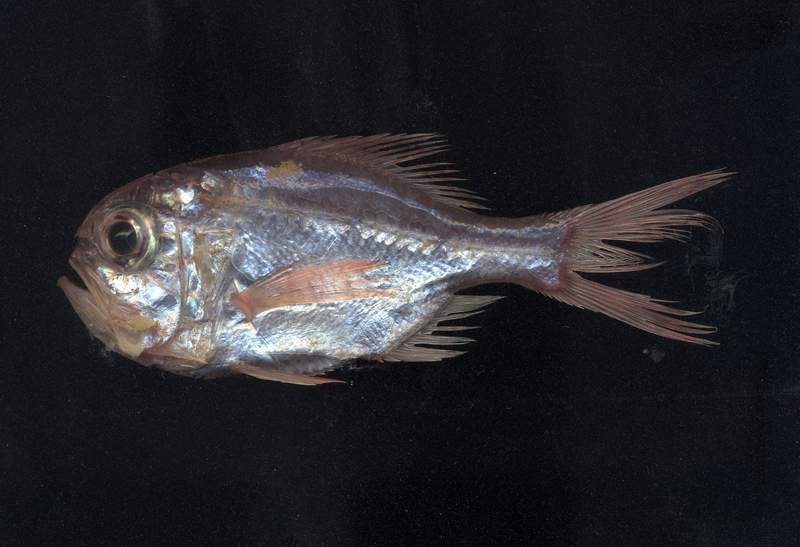
Hoplostethus mediterraneus

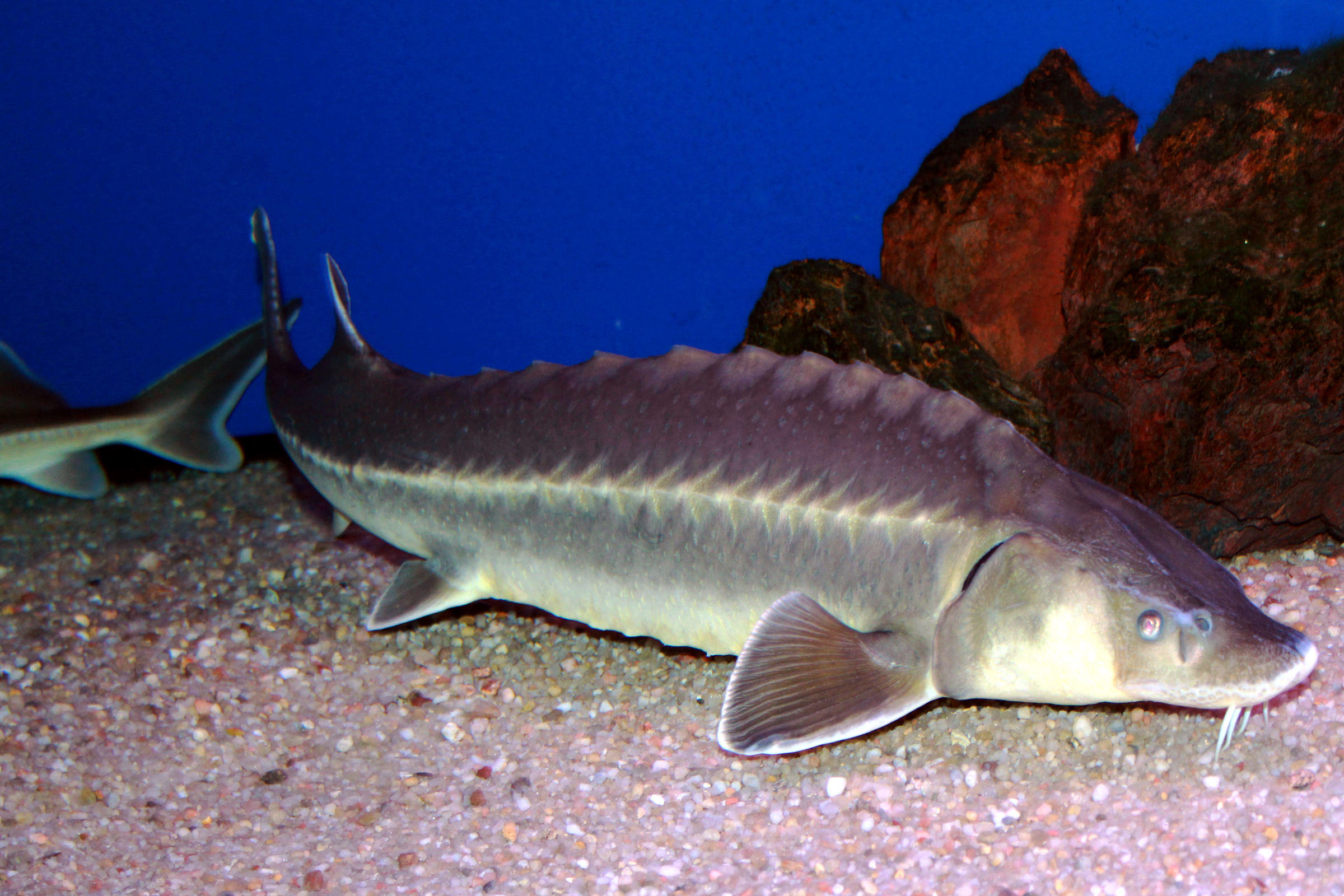
Esterlet (Acipenser ruthenus)

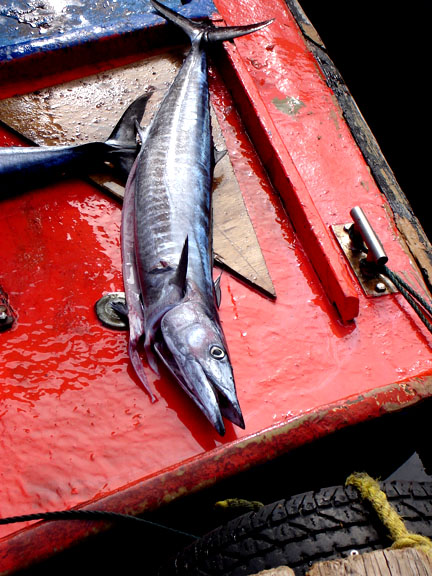
Acanthocybium solandri

Aquesta llista de peixos d'Eslovènia inclou 390 espècies de peixos que es poden trobar actualment a Eslovènia ordenades per l'ordre alfabètic de llur nom científic.

## A
- Acanthocybium solandri
- Acantholabrus palloni
- Acipenser naccarii
- Acipenser ruthenus
- Acipenser sturio
- Aidablennius sphynx
- Alburnus arborella
- Alburnus sarmaticus
- Alopias vulpinus
- Alosa agone
- Alosa fallax
- Anguilla anguilla
- Anthias anthias
- Aphanius fasciatus
- Aphia minuta
- Apogon imberbis
- Apterichtus anguiformis
- Apterichtus caecus
- Argentina sphyraena
- Argyropelecus hemigymnus
- Argyrosomus regius
- Ariosoma balearicum
- Arnoglossus kessleri
- Arnoglossus laterna
- Arnoglossus rueppelii
- Arnoglossus thori
- Atherina boyeri
- Atherina hepsetus
- Auxis rochei

## B
- Balistes capriscus
- Ballerus ballerus
- Ballerus sapa
- Barbatula barbatula
- Barbus balcanicus
- Barbus meridionalis
- Barbus plebejus
- Belone belone
- Blennius ocellaris
- Boops boops
- Bothus podas
- Brama brama
- Buglossidium luteum

## C
- Callanthias ruber
- Callionymus fasciatus
- Callionymus lyra
- Callionymus maculatus
- Callionymus pusillus
- Callionymus risso
- Campogramma glaycos[1]
- Capros aper
- Carapus acus
- Carcharhinus brevipinna
- Carcharhinus longimanus
- Carcharhinus plumbeus[2]
- Carcharias taurus
- Carcharodon carcharias
- Centrophorus granulosus
- Cepola macrophthalma
- Cetorhinus maximus
- Chauliodus sloani
- Cheilopogon heterurus
- Chelidonichthys cuculus
- Chelidonichthys lucerna
- Chelidonichthys obscurus
- Chelon labrosus
- Chlopsis bicolor
- Chlorophthalmus agassizi
- Chondrostoma nasus
- Chromis chromis
- Chromogobius quadrivittatus
- Citharus linguatula
- Clinitrachus argentatus
- Cobitis bilineata
- Cobitis elongata
- Cobitis taenia
- Conger conger
- Coris julis
- Coryphaena hippurus
- Coryphoblennius galerita
- Cottus gobio
- Cottus metae
- Crystallogobius linearis
- Ctenolabrus rupestris
- Cubiceps gracilis
- Cyclothone braueri
- Cyprinus carpio

## D
- Dalophis imberbis
- Dasyatis centroura
- Dasyatis pastinaca
- Dasyatis tortonesei
- Deltentosteus quadrimaculatus
- Dentex dentex
- Dentex gibbosus
- Dentex macrophthalmus
- Diaphus rafinesquii
- Dicentrarchus labrax
- Diplecogaster bimaculata
- Diplodus annularis
- Diplodus puntazzo
- Diplodus vulgaris
- Dipturus batis
- Dipturus oxyrinchus

## E
- Echelus myrus
- Echiichthys vipera
- Echinorhinus brucus
- Electrona risso
- Engraulis encrasicolus
- Epinephelus aeneus
- Epinephelus caninus
- Epinephelus costae
- Epinephelus marginatus
- Esox lucius
- Etmopterus spinax
- Eudontomyzon mariae
- Eudontomyzon vladykovi
- Euthynnus alletteratus
- Eutrigla gurnardus
- Evermannella balbo
- Exocoetus volitans

## G
- Gadella maraldi
- Gadiculus argenteus
- Gaidropsarus biscayensis
- Gaidropsarus mediterraneus
- Gaidropsarus vulgaris
- Galeorhinus galeus
- Galeus melastomus
- Gasterosteus aculeatus
- Glossanodon leioglossus
- Gnathophis mystax
- Gobio gobio
- Gobio obtusirostris
- Gobius auratus
- Gobius bucchichi
- Gobius cobitis
- Gobius cruentatus
- Gobius fallax
- Gobius geniporus
- Gobius niger
- Gobius paganellus
- Grammonus ater
- Gymnocephalus baloni
- Gymnocephalus cernua
- Gymnocephalus schraetser
- Gymnothorax unicolor
- Gymnura altavela

## H
- Helicolenus dactylopterus
- Heptranchias perlo
- Hexanchus griseus
- Hippocampus guttulatus
- Hippocampus hippocampus
- Hirundichthys rondeletii
- Hoplostethus mediterraneus
- Hucho hucho

## I
- Ichthyococcus ovatus
- Istiophorus albicans
- Isurus oxyrinchus

## K
- Katsuwonus pelamis
- Knipowitschia panizzae

## L
- Labrus merula
- Labrus mixtus
- Lamna nasus
- Lampanyctus crocodilus
- Lampetra planeri
- Lampris guttatus
- Lepadogaster candolii
- Lepadogaster lepadogaster
- Lepidopus caudatus
- Lepidorhombus whiffiagonis
- Lepidotrigla cavillone
- Lepomis gibbosus
- Lesueurigobius friesii
- Lesueurigobius suerii
- Lethenteron zanandreai
- Leucaspius delineatus
- Leuciscus aspius
- Leuciscus idus
- Leuciscus leuciscus
- Leucoraja circularis
- Leucoraja fullonica
- Leucoraja naevus
- Leucos aula
- Lichia amia
- Lipophrys trigloides
- Lithognathus mormyrus
- Liza aurata
- Liza ramada
- Liza saliens
- Lobianchia dofleini
- Lophius budegassa
- Lophius piscatorius
- Lophotus lacepede
- Lota lota
- Luvarus imperialis

## M
- Macroramphosus scolopax
- Maurolicus muelleri
- Merlangius merlangus
- Merluccius merluccius
- Microchirus ocellatus
- Microchirus variegatus
- Microlipophrys adriaticus
- Microlipophrys canevae
- Microlipophrys dalmatinus
- Microlipophrys nigriceps
- Micromesistius poutassou
- Micropterus salmoides
- Millerigobius macrocephalus
- Misgurnus fossilis
- Mobula mobular
- Mola mola
- Molva dypterygia
- Monochirus hispidus
- Mora moro
- Mugil cephalus
- Mullus barbatus barbatus
- Mullus surmuletus
- Muraena helena
- Mustelus asterias
- Mustelus mustelus
- Mustelus punctulatus
- Mycteroperca rubra
- Myctophum punctatum
- Myliobatis aquila
- Myxine glutinosa

## N
- Naucrates ductor
- Nerophis maculatus
- Nerophis ophidion

## O
- Oblada melanura
- Odondebuenia balearica
- Odontaspis ferox
- Oedalechilus labeo
- Oncorhynchus mykiss
- Ophichthus rufus
- Ophidion barbatum
- Ophisurus serpens
- Orcynopsis unicolor
- Oxynotus centrina

## P
- Padogobius bonelli
- Pagellus acarne
- Pagellus bogaraveo
- Pagellus erythrinus
- Pagrus caeruleostictus
- Pagrus pagrus
- Parablennius gattorugine
- Parablennius incognitus
- Parablennius rouxi
- Parablennius sanguinolentus
- Parablennius tentacularis
- Parophidion vassali
- Pegusa impar
- Pegusa lascaris
- Pelecus cultratus
- Perca fluviatilis
- Peristedion cataphractum
- Petromyzon marinus
- Phoxinus phoxinus
- Phycis blennoides
- Phycis phycis
- Platichthys flesus
- Plectorhinchus mediterraneus[3]
- Polyprion americanus
- Pomatomus saltatrix
- Pomatoschistus bathi
- Pomatoschistus canestrinii
- Pomatoschistus knerii
- Pomatoschistus marmoratus
- Pomatoschistus minutus
- Pomatoschistus quagga
- Prionace glauca
- Protochondrostoma genei
- Pseudaphya ferreri
- Pseudocaranx dentex
- Pteromylaeus bovinus[4]

## R
- Raja asterias
- Raja clavata
- Raja miraletus
- Raja montagui
- Raja polystigma
- Raja radula
- Ranzania laevis
- Remora australis
- Remora remora
- Rhinobatos cemiculus
- Rhinobatos rhinobatos
- Rhinoptera marginata
- Rhodeus amarus
- Romanogobio benacensis
- Romanogobio kesslerii
- Romanogobio uranoscopus
- Rostroraja alba
- Rutilus virgo
- Ruvettus pretiosus

## S
- Sabanejewia aurata
- Salaria basilisca
- Salaria fluviatilis
- Salaria pavo
- Salmo cenerinus
- Salmo marmoratus
- Sander lucioperca
- Sarda sarda
- Sardina pilchardus
- Sardinella aurita
- Sarpa salpa
- Scardinius erythrophthalmus
- Scardinius hesperidicus
- Sciaena umbra
- Scomber scombrus
- Scomberesox saurus
- Scophthalmus maximus
- Scophthalmus rhombus
- Scorpaena elongata
- Scorpaena maderensis
- Scorpaena notata
- Scorpaena porcus
- Scorpaena scrofa
- Scyliorhinus canicula
- Scyliorhinus stellaris
- Seriola dumerili
- Serranus cabrilla
- Serranus hepatus
- Serranus scriba
- Silurus glanis
- Solea solea
- Somniosus rostratus
- Sparus aurata
- Sphyraena sphyraena
- Sphyrna mokarran
- Sphyrna zygaena
- Spicara maena
- Spicara smaris
- Spondyliosoma cantharus
- Sprattus sprattus
- Squalius cephalus
- Squalius janae[5]
- Squalus acanthias
- Squalus blainville
- Squatina oculata
- Squatina squatina
- Stomias boa boa
- Stromateus fiatola
- Symphodus cinereus
- Symphodus doderleini
- Symphodus mediterraneus
- Symphodus melops
- Symphodus ocellatus
- Symphodus roissali
- Symphodus rostratus
- Symphodus tinca
- Syngnathus abaster
- Syngnathus acus
- Syngnathus phlegon
- Syngnathus tenuirostris
- Syngnathus typhle
- Synodus saurus

## T
- Telestes souffia
- Terapon theraps[6]
- Tetrapturus belone
- Thalassoma pavo
- Thunnus thynnus
- Thymallus thymallus
- Tinca tinca
- Torpedo marmorata
- Torpedo nobiliana
- Torpedo torpedo
- Trachinotus ovatus
- Trachinus araneus
- Trachinus draco
- Trachinus radiatus
- Trachipterus trachypterus
- Trachurus mediterraneus
- Trachurus picturatus
- Trachurus trachurus
- Trichiurus lepturus
- Trigla lyra
- Trigloporus lastoviza
- Tripterygion delaisi
- Tripterygion tripteronotum

## U
- Umbra krameri
- Umbrina cirrosa
- Uranoscopus scaber

## V
- Valenciennellus tripunctulatus
- Vimba vimba
- Vinciguerria poweriae

## X
- Xiphias gladius

## Z
- Zebrus zebrus
- Zeugopterus regius
- Zeus faber
- Zingel streber
- Zingel zingel
- Zosterisessor ophiocephalus[7]